# Old firm
Old Firm je naziv za nogometnu utakmicu između Celtica i Rangersa, najjačih nogometnih klubova u Škotskoj, obojica dolaze iz Glasgowa. Njihova prva utakmica doseže do 1888. god. Tadašnji su novinari opisali utakmicu kao «igrali su da povjeruješ da su oni zapravo stari prijateljski rivali.».
Oba su kluba daleko najuspješniji klubovi u Škotskoj,  podijelivši 63 Škotskih kupova i 91 naslov pobjednika škotske lige. Prekid njihovih dominacija nakratko su prekidani, najčešće zbog stvaranja «New Firma» između Aberdeena i Dundee Uniteda u prvoj polovici 80-ih. Od 1995.-e do 2006.e Rangersi i Celtic su zauzimali prve dvije pozicije sve dok 2006. Hearts nije završio drugi odmah nakon Celtica. Do danas Rangersi i Celtic su međusobno igrali 374 puta od čega je Rangers pobijedio 148, Celtic 134 a neriješeno su završile 92 utakmice. U normalnim se situacijama momčadi sastanu 4 puta godišnje u ligi i ponekad 2 puta u škotskom kupu.
Značajnost Old Firma je u tome što je to jedini pravi susret u Škotskoj ligi jer ostali klubovi ih gotovo da i ne mogu pratiti. Zbog toga se sve češće govori o preseljenju klubova Celtica i Rangersa u engleski Premiership. Vjeruje se da bi oba kluba od toga imali više koristi jer bi im na utakmice zasigurno dolazilo mnogo više navijača nego sada. Također bi se i sponzori više lijepili za njih a sa sponzorima bi bilo i više izravnih prijenosa na TV-u. No to ima i svojih naličja, jer se mnogi malo manje uspješni klubovi u engleskom Premiershipu boje za jaku konkurenciju koja im prijeti iz Škotske, a može im i ukrasti mjesto koje ih vodi do europskih natjecanja poput kupa UEFE. Također priključenje spomenutih klubova engleskom Premiershipu nije dozvoljeno bez dozvole škotske nogometne federacije i bez dozvole europske nogometne federacije (UEFA).
Kako god bilo, Old Firm će zauvijek biti glavna tema škotskog nogometa još dugo, dugo vrijeme, jer je sigurno da je taj njihov susret i više nego jako zanimljiv.